# Sân vận động Bumi Sriwijaya
Sân vận động Bumi Sriwijaya (tiếng Indonesia: Stadion Bumi Sriwijaya) là một sân vận động đa năng ở Palembang, Nam Sumatra, Indonesia. Sân hiện đang được sử dụng chủ yếu cho các trận đấu bóng đá. Đây là sân nhà của PS Palembang và Sriwijaya F.C.. Sân vận động này có sức chứa 15.000 khán giả và sau khi được cải tạo vào năm 2017, sức chứa đã giảm xuống còn 6.000 khán giả và được lắp toàn bộ ghế ngồi. Sân là một trong những địa điểm tổ chức môn bóng đá nữ của Đại hội Thể thao châu Á 2018.